# Un de la lune
Pour plus de détails, voir Fiche technique et Distribution.
Un de la lune est un court métrage français réalisé par André Hugon, sorti en 1939. 

## Fiche technique
- Titre original : Un de la lune
- Réalisation : André Hugon
- Société de production : Films André Hugon
- Distribution : U.F.P.C. - Union Française de Production Cinématographique
- Pays d'origine : France
- Format : Noir et blanc
- Genre : court métrage
- Date de sortie : 1939

## Distribution
- Janine Borelli
- Robert Didry
- Gustave Gallet
- Ginette Gaubert
- Jean Granier
- Jane Pierson